# سویا (فلوریدا)
سویا (به انگلیسی: Svea) یک منطقهٔ مسکونی در ایالات متحده آمریکا است که در فلوریدا واقع شده‌است. سویا ۸۹٫۹۲ متر بالاتر از سطح دریا قرار دارد.